# NGC 1182
NGC 1182 је спирална галаксија у сазвежђу Еридан која се налази на NGC листи објеката дубоког неба.
Деклинација објекта је - 9° 40' 14" а ректасцензија 3h 3m 28,4s. Привидна величина (магнитуда) објекта NGC 1182 износи 14,7 а фотографска магнитуда 15,6. NGC 1182 је још познат и под ознакама NGC 1205, PGC 11511.